# Marguerite Marie Alacoque

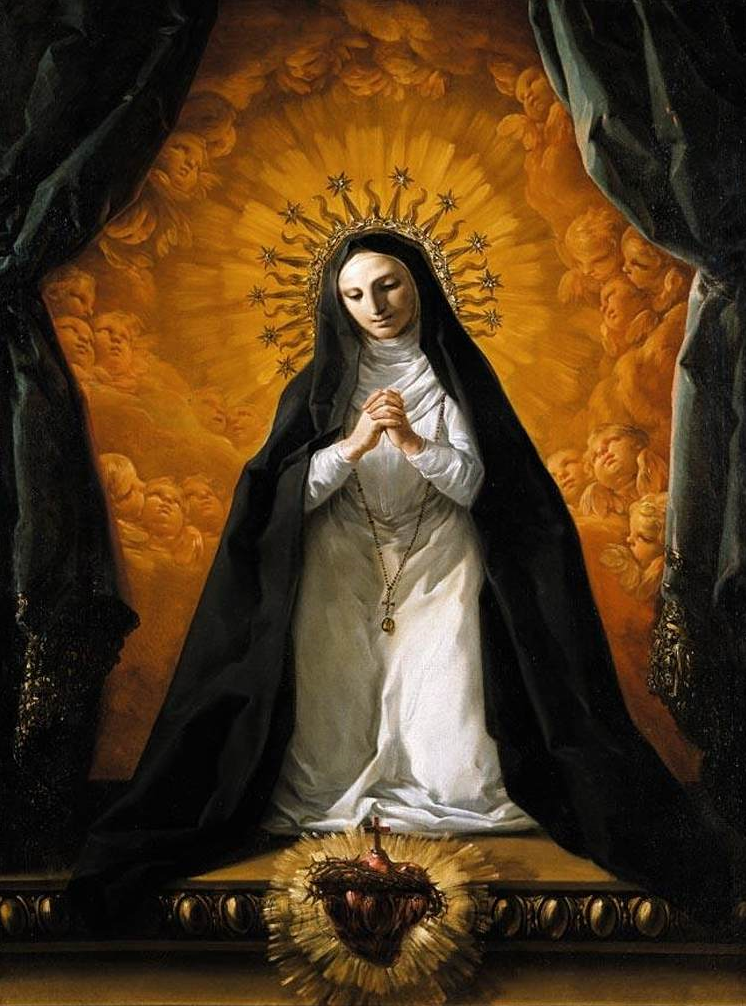
Cảnh Thánh Margaret Mary Alacoque đang cầu nguyện

Thánh Margaret Mary Alacoque (tiếng Pháp: Marguerite Marie Alacoque; sinh ngày 22 tháng 7 năm 1647- Mất ngày 17 tháng 10 năm 1690) là một nữ tu Công giáo La Mã thuộc Dòng Thăm Viếng ở Paray-le-Monial, nước Pháp. Bà là người đã thúc đẩy lòng sùng kính Thánh Tâm Chúa Giê-su (Sacred Heart).. Thánh nữ Margaret Mary đã chứng minh tính chân thực của ơn gọi của bà và những thị kiến về Chúa Giêsu và Mẹ Maria về Thánh Tâm. Ban đầu, bà không thể thuyết phục sơ bề trên và các nhà thần học công nhận những thị kiến và tiết lộ Thánh Tâm. Tuy nhiên, một tu sĩ Dòng Tên là Claude de la Colombière, sau này được phong thánh, đã ủng hộ bà. Việc sùng kính Thánh Tâm được chính thức công nhận 75 năm sau khi bà qua đời.

## Thời thiếu nữ

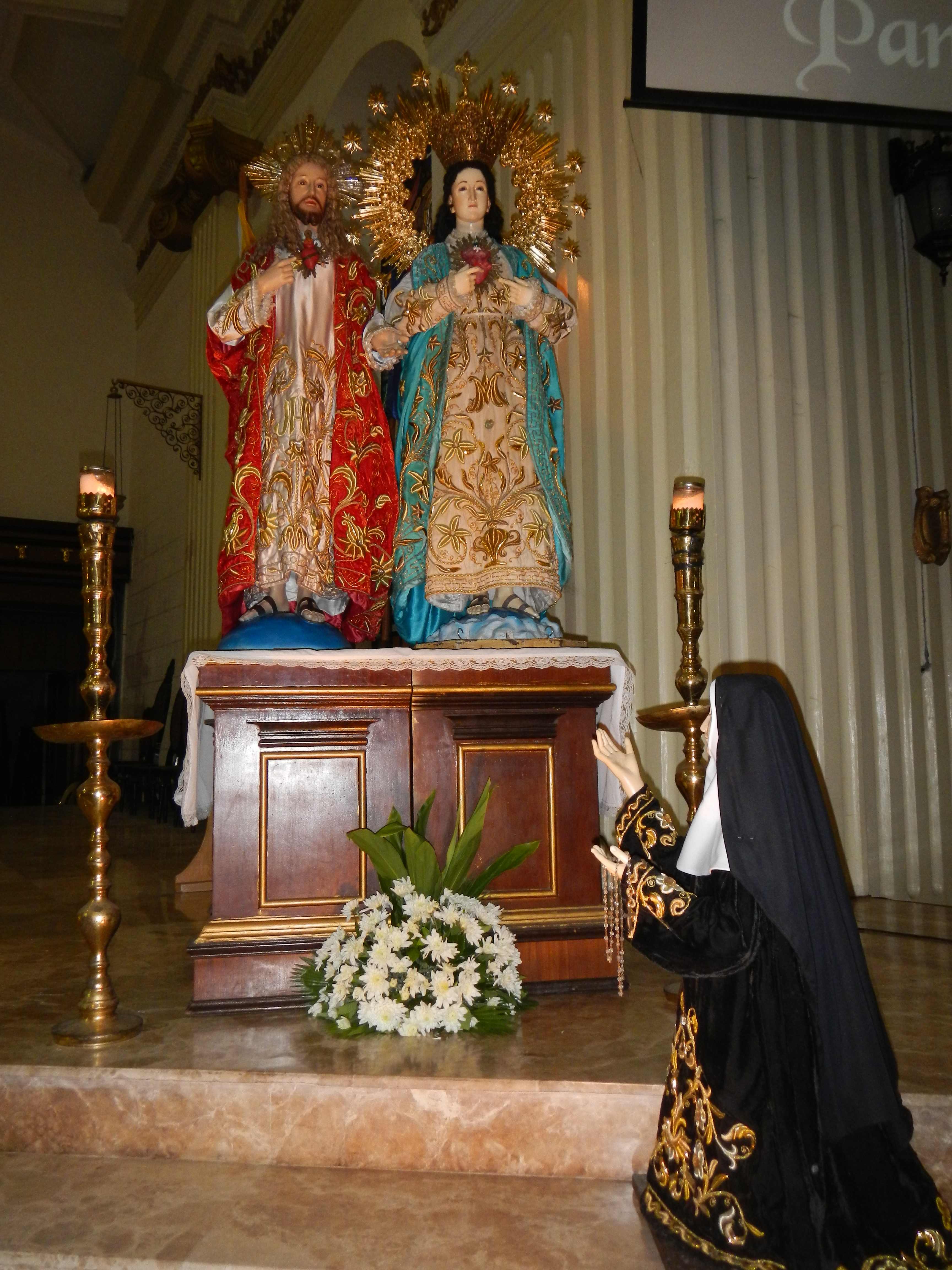
Phục dựng cảnh bà đang cầu nguyện

Thánh Margaret Mary sinh năm 1647 tại L'Hautecour, Burgundy, Pháp. Bà là con thứ năm trong gia đình có bảy người con và là con gái duy nhất của Claude và Philiberte Lamyn Alacoque. Cha của bà là một công chứng viên. Mẹ đỡ đầu của bà là Nữ bá tước Corcheval. Thánh Margaret đã thể hiện tình yêu mãnh liệt đối với Bí tích Thánh Thể ngay từ thời thơ ấu. Khi Thánh Margaret Mary lên tám tuổi, cha bà qua đời vì bệnh viêm phổi. Bà được gửi đến một trường tu viện do Dòng Chị Em Thanh Bần ở Charolles điều hành, nơi bà được Rước Lễ Lần Đầu năm 9 tuổi. Sau đó, bà mắc bệnh sốt thấp khớp khiến và phải nằm liệt giường trong  suốt 4 năm. Vào cuối giai đoạn này, sau khi đã khấn nguyện dâng mình cho đời sống tu trì với Đức Trinh Nữ Maria, bà đã ngay lập tức được phục hồi sức khỏe. Để bày tỏ lòng biết ơn, bà đã thêm tên "Mary" vào tên rửa tội của mình là Margaret. Sau khi cha của Thánh Margaret Mary qua đời, tài sản gia đình bị nắm giữ bởi một người chú, khiến gia đình bà rơi vào cảnh nghèo khó. Trong thời gian này, niềm an ủi duy nhất của bà là thường xuyên đến cầu nguyện trước Thánh Thể tại nhà thờ địa phương. Khi bà 17 tuổi, anh trai của bà đã trưởng thành và giành lại quyền sở hữu ngôi nhà của gia đình nên từ đó mọi thứ được cải thiện.
Mẹ của bà khuyến khích bà giao thiệp rộng rãi với hy vọng bà sẽ tìm được một người chồng phù hợp. Vâng lời mẹ, bà bắt đầu đi cùng các anh trai của mình trong các sự kiện xã hội, tham dự các buổi khiêu vũ. Một đêm nọ, sau khi trở về nhà từ một buổi khiêu vũ trong bộ trang phục lộng lẫy, bà đã có một thị kiến về Chúa Giê-su bị đánh đòn và đẫm máu. Chúa trách bà vì bà đã quên Người. Tuy nhiên, Chúa cũng trấn an bà rằng trái tim Người tràn đầy tình yêu dành cho bà, vì lời hứa thuở nhỏ mà bà đã hứa với Đức Mẹ. Do đó, bà quyết tâm thực hiện lời hứa của mình và bước vào Tu viện Thăm viếng tại Paray-le-Monial vào ngày 25 tháng 5 năm 1671, với ý định trở thành một nữ tu. Thánh Margaret Mary đã phải chịu nhiều thử thách để chứng tỏ ơn gọi chân chính của mình. Bà được chấp nhận mặc tu phục vào ngày 25 tháng 8 năm 1671, nhưng không được phép tuyên xưng tu sĩ vào cùng ngày năm sau. Một người bạn trong tu viện mô tả bà là người khiêm tốn, giản dị, thẳng thắn, và đặc biệt là tốt bụng và kiên nhẫn. Bà khấn trọn vào ngày 6 tháng 11 năm 1672 và được chỉ định đến làm tại một bệnh xá.

## Thị kiến

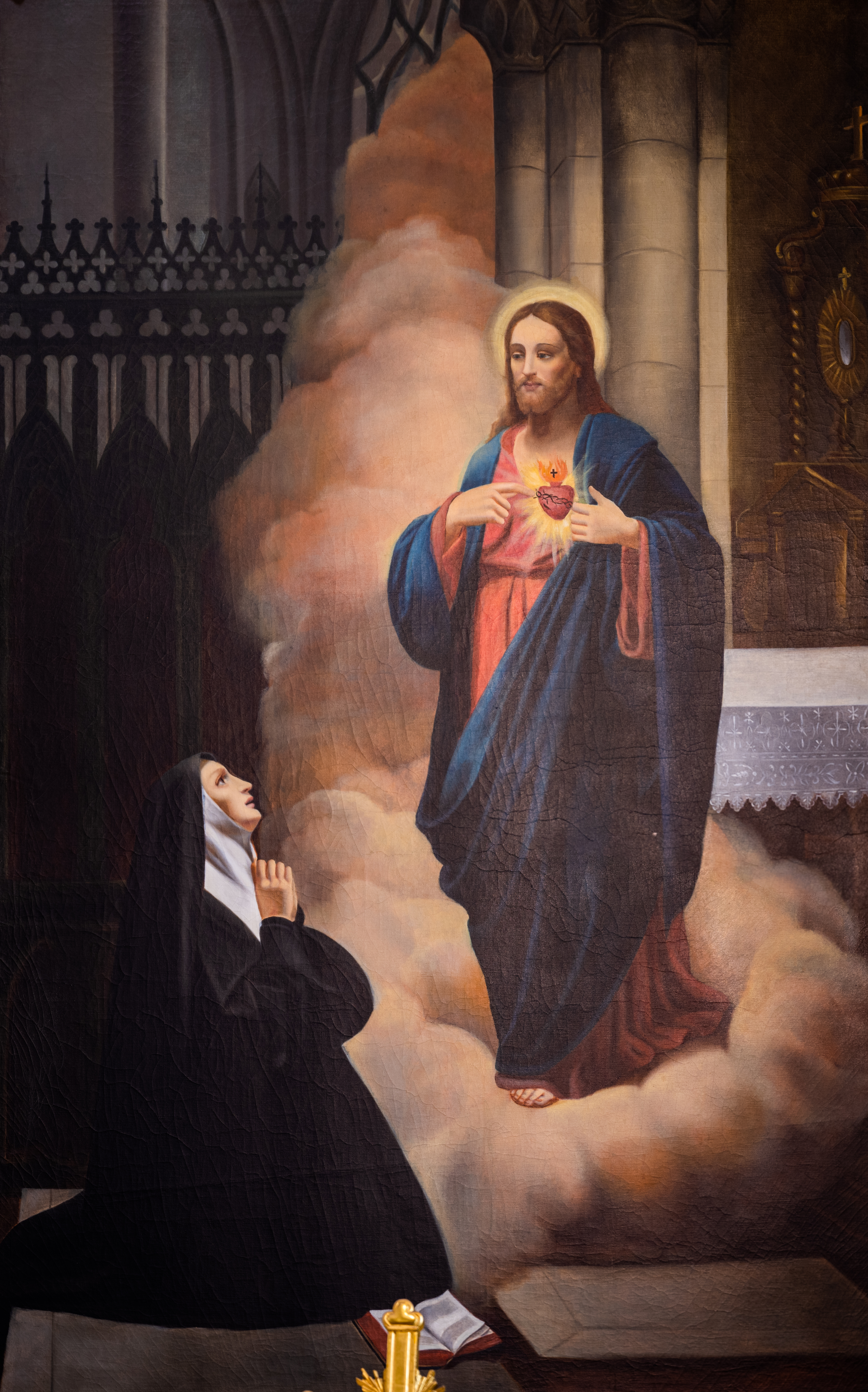
Họa phẩm thấy cảnh thị kiến trái tim của Chúa Giê-xu

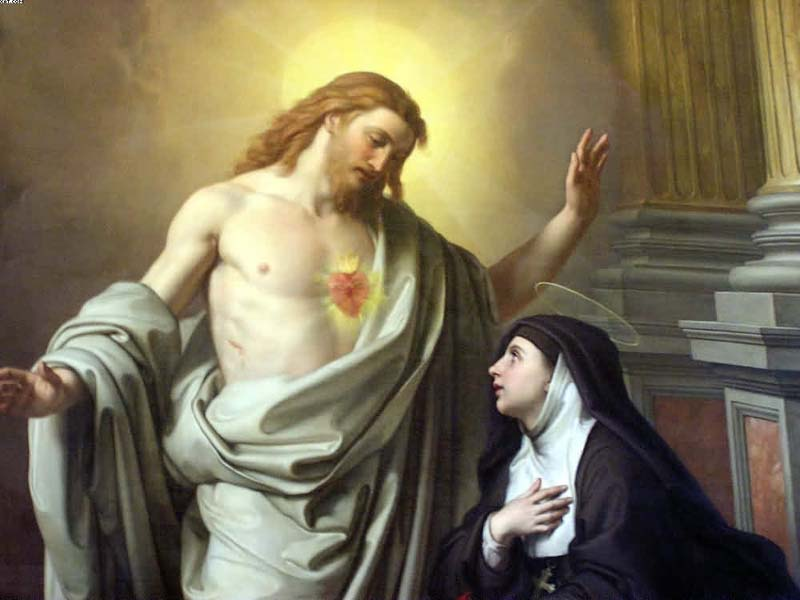
Marguerite Marie Alacoque cầu nguyện và thấy Chúa

Tại tu viện, Thánh Margaret Mary đã nhận được một số mặc khải riêng về Thánh Tâm, lần đầu tiên vào ngày 27 tháng 12 năm 1673 và lần cuối cùng 18 tháng sau đó. Các thị kiến tiết lộ cho bà biết hình thức của lòng sùng kính Thánh Tâm, đặc điểm chính là tham dự Bí tích Thánh thể vào Thứ Sáu đầu tháng, Chầu Thánh Thể trong "giờ Thánh" vào các ngày thứ Năm, và cử hành Lễ Thánh Tâm. Trong thị kiến của mình, bà được hướng dẫn dành một giờ vào mỗi tối thứ Năm để suy ngẫm về Nỗi thống khổ của Chúa Giê-su trong Vườn Gethsemani. Việc thực hành Giờ Thánh sau đó đã trở nên phổ biến trong cộng đồng Công giáo La Mã. Vào ngày 27 tháng 12 năm 1673, lễ Thánh Gioan, Thánh Margaret Mary nói rằng Chúa Giêsu đã cho phép bà tựa đầu vào trái tim Người, và sau đó tiết lộ cho bà biết những điều kỳ diệu về tình yêu của Người. Chúa Giê-su nói với bà rằng Người muốn toàn thể nhân loại biết về tình yêu của Người, và đã chọn bà để truyền bá điều này.
Mặc dù có nhiều trở ngại trong nỗ lực truyền bá những thị kiến của mình, Thánh Margaret Mary cuối cùng đã có thể thuyết phục Sơ bề trên của mình, Mẹ de Saumaise, về tính xác thực của những thị kiến đó. Tuy nhiên, bà không thể thuyết phục một tu sĩ Biển Đức và một tu sĩ Dòng Tên, những người mà Sơ Saumaise đã hỏi ý kiến. Bà cũng gặp nhiều chống đối trong việc truyền bá Thánh Tâm trong cộng đồng của mình. Vào khoảng năm 1681, Thánh Margaret Mary cảm thấy cần phải viết một chúc thư, nhiệt tình hiến dâng hoàn toàn cuộc sống của mình cho Chúa Giê-su bằng chính máu của mình. Với sự cho phép của bề trên, bà đã dùng một con dao nhỏ để khắc tên Chúa Giê-su lên ngực và dùng máu để ký vào chúc thư. Không hài lòng vì vết thương trên ngực dần mờ đi, bà đã nhiều lần dùng dao để khắc lại tên Chúa Giê-su. Vì không thể làm lại một cách như ý, bà quyết định đốt cháy ngực của mình. Sự cố này đã khiến bà phải vào bệnh xá.
Cuối cùng, Thánh Margaret Mary đã nhận được sự hỗ trợ của Claude de la Colombière, cha giải tội của cộng đồng. Cha đã tuyên bố rằng những thị kiến là có thật. Năm 1683, sự chống đối trong cộng đồng chấm dứt khi Mẹ Melin được bầu làm Sơ Bề trên và bổ nhiệm Thánh Margaret Mary làm phụ tá. Sau đó, bà trở thành Novice Mistress và thấy tu viện cử hành Lễ Thánh Tâm một cách riêng tư từ năm 1686. Hai năm sau, một nhà nguyện được xây dựng tại Paray-le-Monial để tôn vinh Thánh Tâm. Việc cử hành lễ Thánh Tâm lan rộng đến các tu viện Thăm Viếng khác.
Năm 1685, Francois-Ignace Rolin, một cha xứ dòng Tên và là Cha Linh Hướng, truyền cho Thánh Margaret Mary tự viết lại cuộc đời. Nhận lời ủy thác, bà đã viết cuốn "Tự Thuật". Trong cuốn này, bà kể lại chuyện một Linh Hồn nơi Luyện Ngục xin bà cầu nguyện hy sinh cho mình chóng thoát khỏi Lửa Luyện Hình. Một lần kia, nhằm ngày lễ trọng kính Mình Máu Thánh Đức Chúa, khi bà đang quỳ chầu Thánh Thể, thì bỗng chốc, một người xuất hiện trước mắt bà, toàn thân là khối lửa cháy bừng bừng. Sức nóng tỏa ra và xuyên thấu vào người bà, khiến con có cảm giác mình cũng bị đốt cháy. Người này cho con thấy đang ở trong Lửa Luyện Hình và tình trạng thê thảm của người này khiến bà cảm thương và khóc, đó chính là Chúa đã hiện hình. Năm 1689, Thánh Margaret Mary nhận được một mặc khải riêng từ Chúa Giêsu về việc thúc giục Vua Pháp, Louis XIV, dâng hiến quốc gia cho Thánh Tâm, để ông có thể "chiến thắng mọi kẻ thù của Nhà thờ Thánh." Tuy nhiên, vua Louis XIV đã không nhận được bức thư hoặc ông ấy đã từ chối trả lời. Thánh Margaret Mary qua đời vào ngày 17 tháng 10 năm 1690.

## Lòng sùng đạo

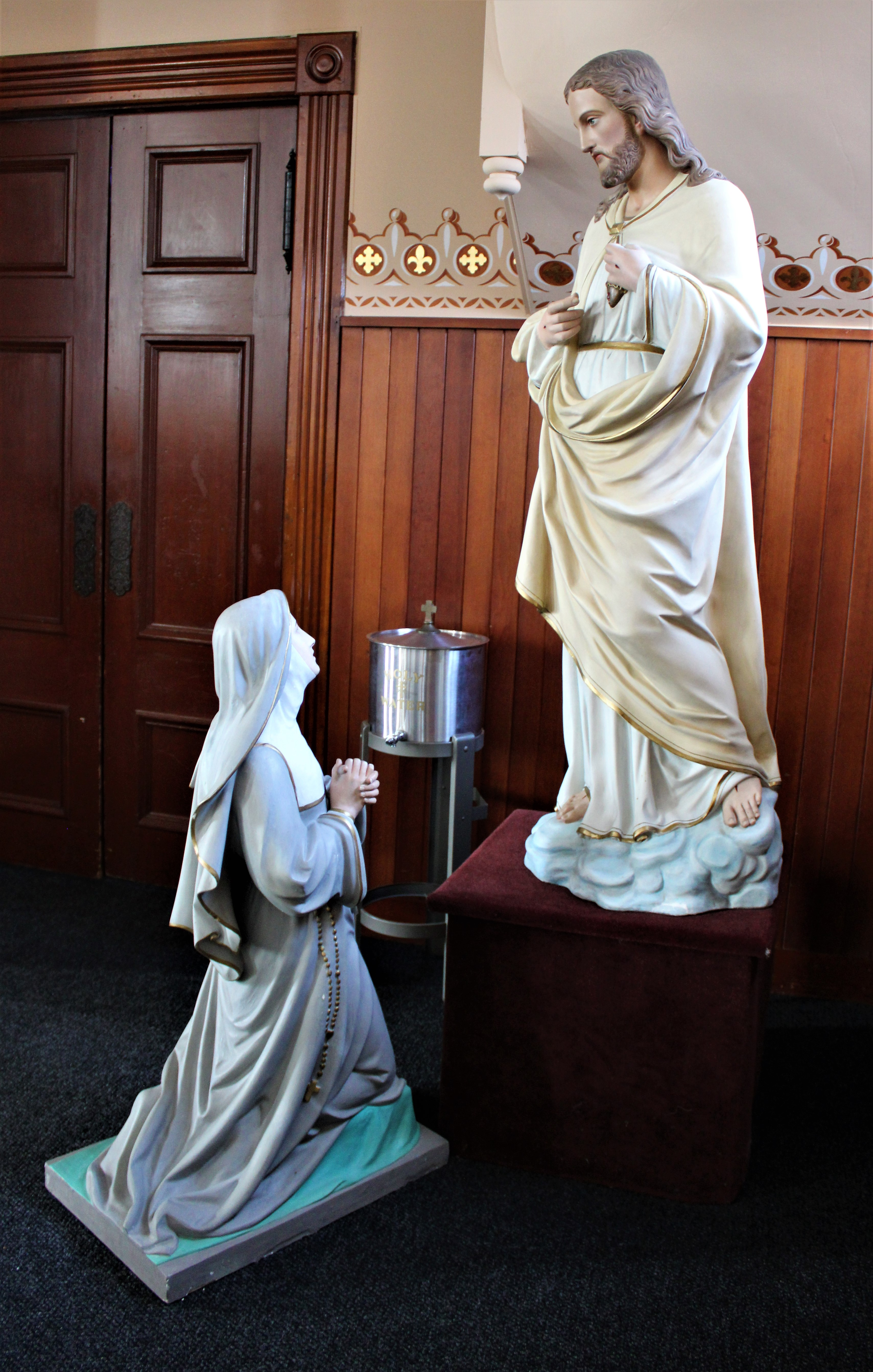
Phục dựng hình ảnh bà đang cầu nguyện

Sau khi Thánh Margaret Mary qua đời, lòng sùng kính mộ đạo Thánh Tâm được khuyến khích từ các tu sĩ Dòng Tên nhưng là chủ đề gây tranh cãi trong Giáo hội Công giáo. Việc thực hành sùng kính Thánh Tâm chỉ được chính thức công nhận 75 năm sau khi bà qua đời. Cuộc thảo luận về sứ mệnh và phẩm chất của Thánh Margaret Mary diễn ra trong nhiều năm. Tất cả các hành động, những điều mặc khải, những câu châm ngôn tâm linh, cùng với những lời dạy của bà về lòng sùng kính Thánh Tâm đều phải trải qua quá trình kiểm tra nghiêm ngặt và tỉ mỉ nhất. Cuối cùng, Thánh bộ của Các nghi thức đã thông qua một cuộc bỏ phiếu thuận về các đức tính anh hùng của vị "tôi tớ Chúa" này. Tháng 3 năm 1824, Đức Giáo Hoàng Lêô XII tuyên bố bà là Đấng Đáng Kính. Vào ngày 18 tháng 9 năm 1864, Đức Piô IX tuyên bố bà là Chân Phước.
Khi ngôi mộ của bà được khai mở vào tháng 7 năm 1830, hai phép lạ chữa khỏi bệnh tức thời đã được ghi nhận. Thi hài của Thánh Margaret Mary nằm phía trên bàn thờ phụ trong Nhà Nguyện Đức Mẹ Hiện Ra, tọa lạc tại Tu viện Thăm Viếng ở Paray-le-Monial vốn là nơi thu hút khách hành hương từ khắp nơi trên thế giới.. Thánh Margaret Mary được Giáo hoàng Benedict XV phong thánh vào năm 1920. Vào năm 1929, lễ tưởng niệm phụng vụ của bà đã được đưa vào Lịch Chung Rôma để cử hành vào ngày 17 tháng 10, ngày mất của bà. Trong cuộc cải cách năm 1969, ngày lễ được chuyển sang ngày trước đó, ngày 16 tháng 10.. Trong thông điệp Miserentissimus Redemptor năm 1928, Giáo hoàng Piô XI đã khẳng định quan điểm của Giáo hội Công giáo về tính đáng tin cậy của những thị kiến về Chúa Giê-su của Thánh Margaret Mary. Thông điệp này khẳng định Chúa Giê-su đã "hiện thân" với bà và đã "hứa với bà rằng tất cả những ai dâng vinh dự này cho Trái Tim Chúa sẽ được ban nhiều ân sủng trên trời"..

## Tham khảo

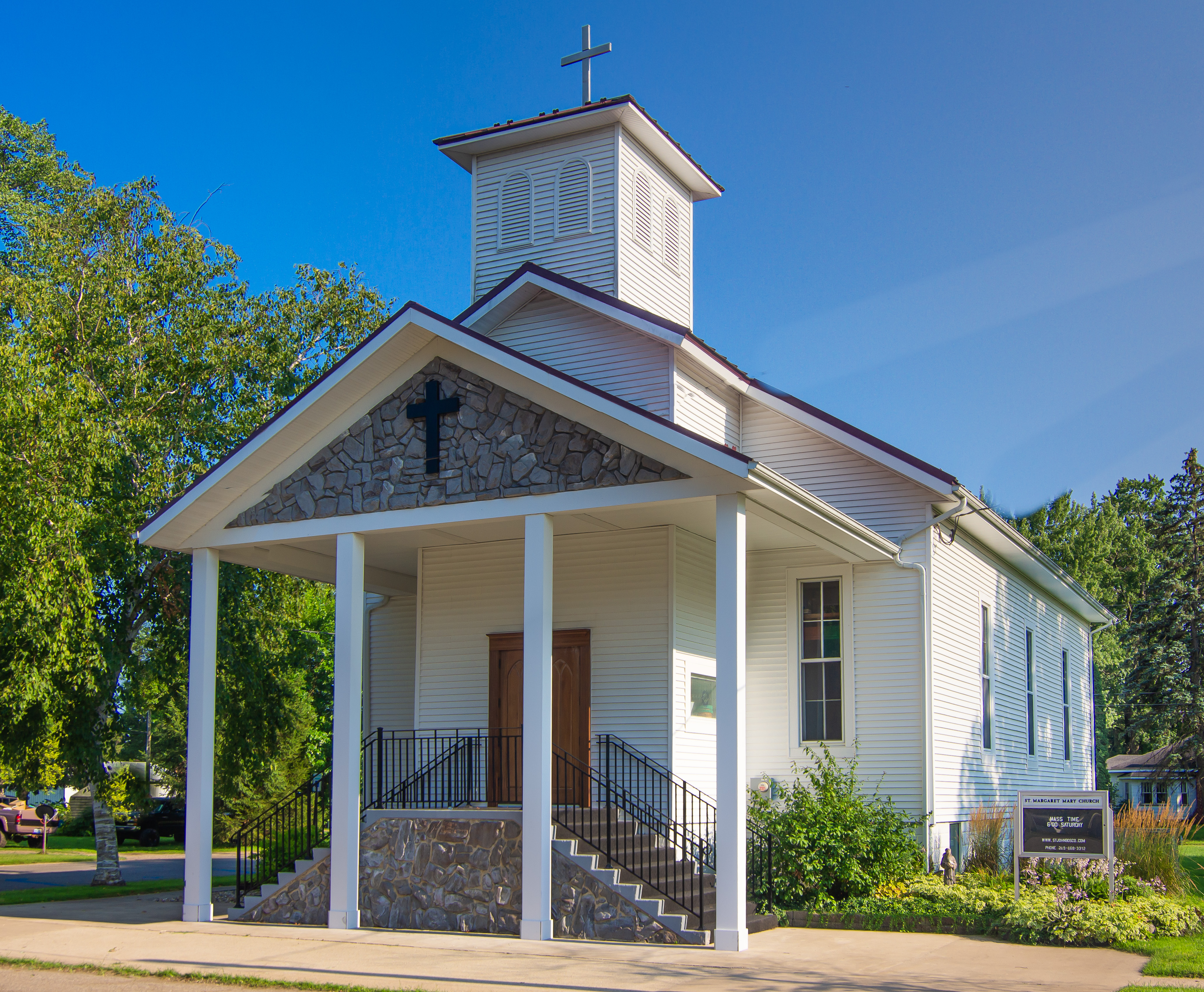
Nhà thờ Thánh Margaret Mary

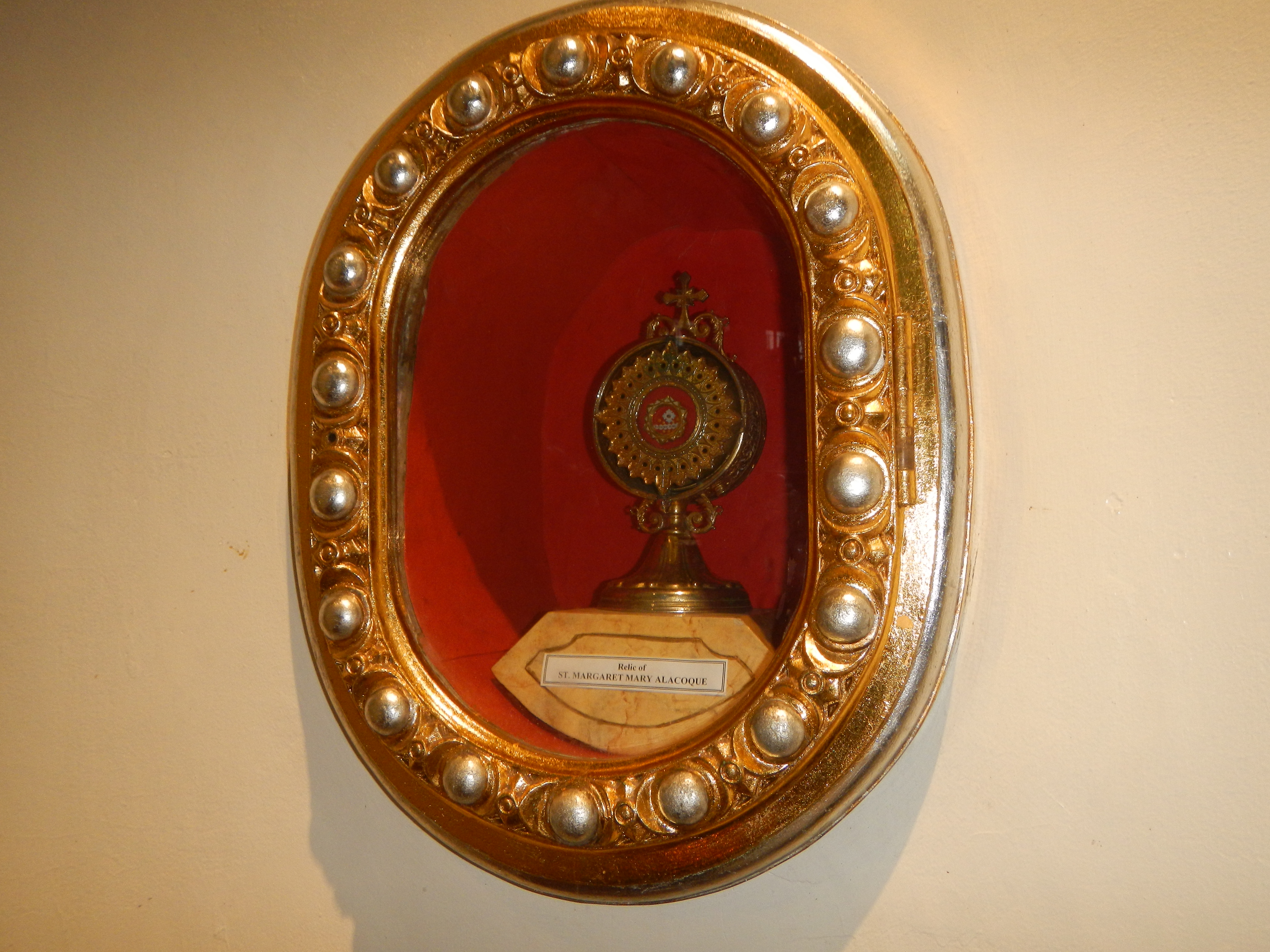
Di vật về Thánh tâm (Trái tim của Chúa) tại San Antonio Makati